# خزندگان (فیلم)
خزندگان (انگلیسی: The Crawlers) که با نام ترول ۳ (انگلیسی: Troll 3) هم شناخته می‌شود، یک فیلم ترسناک ایتالیایی به کارگردانی فابریتسیو لائورنتی است که در سال ۱۹۹۱ منتشر شد. برخی از قسمت‌های فیلم نیز توسط جو داماتو (تهیه‌کننده فیلم) کارگردانی شده که البته نامش در عنوان‌بندی فیلم به‌عنوان کارگردان نیامده است. از بازیگران فیلم می‌توان به مری سلرز اشاره کرد.